# Jean Zurcher
Pour les articles homonymes, voir Zürcher.
Jean Rudolf Zurcher (1918-2003) est un éducateur, théologien, philosophe et administrateur franco-suisse de l’Église adventiste du septième jour qui contribua à la recherche biblique sur l’anthropologie biblique, la christologie, les prophéties apocalyptiques, et les études sur Ellen White.
Il a été président du séminaire adventiste de Soamanandrariny à Madagascar, du Séminaire adventiste du Salève en France, le secrétaire général de la Division eurafricaine, un membre de la Fondation Ellen White et de l’Institut de recherche biblique.

## Biographie

### Enfance et adolescence en Suisse
Jean Zurcher naît le 30 septembre 1918 à Cerlier en Suisse, une petite ville au bord du lac de Bienne, à la frontière linguistique du canton de Berne. Il est le huitième d’une famille de neuf enfants.
Son père, Frédérik, possède une ferme non loin du lac et des vignes sur les coteaux du Jolimont. Sa mère, Marie, gère un commerce de grains au rez-de-chaussée de la maison familiale, construite en 1589 au centre de la grand-rue, et classée aujourd’hui site historique.
Durant la Première Guerre mondiale, Frédérik, alors soldat, contracte la grippe espagnole. Démobilisé pour raison de santé, il assiste impuissant à l’abattage de tout son cheptel, atteint par la fièvre aphteuse. Epuisé physiquement et moralement, il liquide ses biens, et s’installe sur le conseil de son médecin dans les Alpes vaudoises.
Pour faire face à cette situation critique, Berthe (la deuxième fille de la famille), âgée de 21 ans, alors employée de poste à Chesnières-Villars, quitte son emploi, loue un chalet et ouvre un petit hôtel-pension, permettant aux Zurcher de survivre.
Jean a douze ans quand son père décède le 30 mars 1930. C’est une dure épreuve pour le jeune garçon, très lié à son père qu’il avait l’habitude de suivre partout. 

### Étudiant à Collonges et à Genève
En 1934, la Suisse, comme le reste du monde, est en pleine récession. Un certain M. Tissot passe à l’hôtel pour récolter des fonds pour les missions adventistes. Berthe fait un don et lui propose de partager le repas de famille. Découvrant les difficultés de Jean à trouver un apprentissage, Tissot dit à Berthe : « Je connais une école, non loin de Genève, où ce jeune homme pourrait travailler et poursuivre des études secondaires. »
À seize ans, en septembre 1934, Jean Zurcher est admis au Séminaire adventiste du Salève à Collonges-sous-Salève en Haute-Savoie. Malgré la promesse de Berthe de lui payer les études, il s’astreint à travailler trente heures par semaine à l’imprimerie du campus pour subvenir à une partie de son écolage.
À force de volonté et de travail, il surmonte ses lacunes scolaires et, en 1940, il obtient le baccalauréat. Mais, pour lui, la découverte la plus importante de sa vie, c’est la rencontre avec Jésus-Christ au cours de la semaine de prière d’octobre 1934. Parallèlement à ses études secondaires, il prépare le diplôme d’évangéliste qu’il obtient en 1941.
En septembre 1936, Jean fait la connaissance d’une belge âgée de 16 ans, Anna Stéveny, dont il tombe amoureux. Ils se marient le 18 août 1941.
Durant la Seconde Guerre mondiale, Zurcher bénéficie d’un laissez-passer pour franchir la frontière franco-suisse, mais les conditions de vie sont extrêmement difficiles. Les maquisards se cachent au Salève et les soldats allemands patrouillent partout. Quand des familles juives se présentent épuisées au milieu de la nuit, Anna les héberge et les nourrit jusqu’à-ce que Jean les fasse passer clandestinement en Suisse. Pour cette action humanitaire, Zurcher recevra en 1948 de l’ambassade des Pays-Bas la médaille de reconnaissance pour services rendus durant la guerre, et il est fait sous-lieutenant des Forces françaises combattantes de 1942 à 1944.   
Ceci ne l’empêche pas, néanmoins, de décrocher le prix de philosophie de l’université de Genève en 1943, d’obtenir sa licence d’histoire et de philosophie en 1944 et de recevoir le prix Jean-Louis Claparède en 1945 pour son étude sur L’éducation pour la paix. L’année suivante, il termine sa licence en philosophie contemporaine à l’université de Genève.

### Président de séminaire à Madagascar
En 1946, Zurcher est envoyé comme missionnaire à Madagascar par l’Église adventiste du septième jour. Obligé de contourner l’Afrique avec sa femme et leurs deux enfants, Frédéric et Tania, il arrive dans l’île après un voyage de six mois. À peine arrivés sur place, une rébellion éclate. Durant cette guerre coloniale, ils restent dans la station malgré la recommandation des autorités de se mettre à l’abri en ville. En 1948, la famille s’enrichit d’un troisième enfant, Donald.
Zurcher est le président du séminaire adventiste de Soamanandrariny, aux alentours de Tananarive. Pendant douze ans, sa femme et lui ne ménagent aucun effort pour développer l’institution. Fondée en 1938, l’école n’avait à ce moment-là qu’un seul bâtiment et une vingtaine d’étudiants. Sous la présidence de Zurcher, l’école développe l’enseignement primaire et secondaire jusqu’au baccalauréat, ainsi qu’un enseignement professionnel en menuiserie et décerne des diplômes de  pasteur et d’instituteur biblique.
Le séminaire comporte alors un bâtiment administratif, un auditorium, une chapelle, des salles de classe, une imprimerie et d’autres installations mineures. En 1955, l’école a 531 étudiants et un personnel de 19 enseignants.
Suivant les principes d’éducation préconisés par Ellen White, Zurcher dispense aux étudiants une formation aussi bien manuelle qu’intellectuelle. Une ferme, des jardins potagers, des pâturages, l’imprimerie et une menuiserie offrent du travail aux jeunes gens. Un atelier de broderie, effectuant de magnifiques nappes achetées par la haute société de Tananarive, donne du travail aux jeunes filles.
Zurcher développe le système d’éducation adventiste à Madagascar, à la Réunion, à l’île Maurice et aux Seychelles. Il présente à la radio des émissions éducatives et bibliques. Pour sa contribution, la ville de Tananarive lui décerne la médaille du travail en 1958.

### Docteur en philosophie
Pendant son congé de neuf mois, entre deux séjours de six ans en mission, Zurcher rédige et soutient en 1953 sa thèse de doctorat en philosophie à l’université de Genève. Les éditeurs Delachaux et Niestlé publient cette thèse philosophique et théologie sur l’anthropologie sous le titre, L’homme, sa nature et sa destinée.
En 1954, Zurcher obtient le premier prix de philosophie de l’université de Genève sur La philosophie de Louis Lavelle. De 1958 à 1960, il enseigne le français et la philosophie au Collège de l’Union atlantique à South Lancaster dans le Massachusetts, aux États-Unis,. 

### Président de séminaire en France
En 1960, Zurcher devient le président du Séminaire adventiste du Salève. Durant ses dix années de présidence, il hausse le niveau de formation pastorale à celui d’une licence de théologie. Il crée un master plan de l’institution pour un effectif de 500 étudiants afin d’établir à l’avance son développement ultérieur. 
Zurcher fonde avec les collèges adventistes américains l’Adventist Colleges Abroad, une organisation qui permet la formation et les échanges linguistiques. Depuis sa création, plus de 40 étudiants américains viennent apprendre chaque année le français à l’Institut de la langue française à Collonges. Un partenariat est aussi établi avec l’université Andrews aux États-Unis.
C’est durant la présidence de Zurcher à Collonges, qu’on érige la chapelle, l’internat des garçons (les Horizons) et l’internat de Beau-Site pour les élèves plus jeunes.

### Secrétaire général de la Division eurafricaine
En 1970, Zurcher est nommé secrétaire général de la Division de l’Europe du Sud de l’Église adventiste du septième jour. Il œuvre immédiatement en faveur d’une fusion administrative de cette Division avec la Division d’Europe centrale, ce qui est mis en place dès l’année suivante. La nouvelle entité est appelée la Division eurafricaine, car outre les pays de l’Europe de l’Ouest et du centre, elle inclut ceux de l’Afrique du Nord et le Mozambique. Aujourd’hui, et ce depuis 2012, cette entité administrative adventiste est appelée la Division inter-européenne. Plus aucun territoire africain n’en fait partie.
Par contre, Zurcher s’oppose à la création de grandes Liste des Unions adventistes/ Unions internationales en Europe, arguant qu’à la différence de pays comme le Brésil, les États-Unis ou la Chine, la mosaïque européenne de langues, de cultures et de nations ne permet pas de former de grands blocs administratifs qui seraient homogènes. Il fait ainsi avorter l’idée d’une Union qui regrouperait l’Autriche, la Belgique, la France et la Suisse. 
D’un autre côté, Zurcher défend l’organisation d’Unions d’églises en Europe, une disposition administrative de l’Église adventiste que la Conférence générale considère comme provisoire, mais qui correspond bien à la situation de certains territoires en Europe. 
Il lutte aussi sans succès pour conserver les territoires africains francophones quand la Conférence générale crée la Division de l’Afrique et de l’Océan indien en 1980, qui sera ultérieurement scindée en 2003 entre la Division de l’Afrique de l’Ouest et la Division de l’Afrique australe et de l’Océan indien.
Durant ses dix ans au secrétariat général de la Division eurafricaine, Zurcher visite plusieurs fois les pays de l’Europe de l’Est, enfermés derrière le rideau de fer du système communiste, pour soutenir, encourager, former, enseigner et travailler en concertation avec les pasteurs et les membres d’église. Il voyage beaucoup en Europe et en Union soviétique.

### Recherches et distinctions
Bien que très occupé par ses fonctions administratives, Zurcher publie une quantité impressionnante d’articles et d’études. Il est membre de la Fondation Ellen White et de l’Institut de recherche biblique de 1970 à 1990. Il préside le Comité de recherche biblique de la Division eurafricaine durant la même période. 
Pour sa contribution à la recherche biblique et à la connaissance de l’humain, Zurcher reçoit en 1979 la médaille du mérite de l’université Andrews et la médaille de distinction du département de l’éducation de la Conférence générale en 1987. En reconnaissance de son œuvre dans l’éducation, la Conférence générale décide en 1997 d’appeler la nouvelle université adventiste de Madagascar, l’université adventiste Zurcher. 

### À la retraite
À partir de 1985, Zurcher est à la retraite. Ce qui ne l’empêche nullement de lire, d’écrire et d’enseigner l’anthropologie biblique et la christologie comme professeur honoraire à la faculté de théologie du Campus universitaire du Salève. Inlassablement, il cherche à approfondir « l’excellence de la connaissance de Jésus-Christ » (Philippiens 3:8). Il meurt le 28 juin 2003 à Gland.

## Pensée théologique
Robert Folkenberg, qui fut président de la Conférence générale de l’Église adventiste du septième jour de 1990 à 1999, place Jean Zurcher parmi « les pionniers académiques qui ont tant fait pour hâter la maturité théologique » de l’adventisme par la clarté, la précision et la pertinence de ses recherches. 
Sa contribution à la réflexion théologique adventiste est particulièrement significative en ce qui concerne l'anthropologie biblique et la philosophie biblique de l'histoire.

### Anthropologie biblique
Jean Zurcher s’est efforcé de comprendre l’essence de la nature humaine, aussi bien par l’anthropologie biblique que par la connaissance scientifique qui, affirme-t-il, confirme le point de vue biblique.
L’affirmation biblique fondamentale est que l’être humain a été créé à « l’image de Dieu » (Genèse 1:27). Le récit génésiaque de la création souligne que Dieu le forma de la poussière de la terre puis l’insuffla du souffle de vie, « et l’homme devint un être vivant » (Genèse 2:7). L’être humain apparaît être la synthèse d’adama, la matière terrestre, et de ruah, le souffle de vie donné par Dieu, explique Zurcher. Le résultat de cette synthèse créative est un être vivant. D’après le texte biblique, « l’homme n’a pas reçu une âme, mais il devint une âme vivante ». Il est une âme, un être vivant.
À l'anthropologie dualiste platonicienne, Zurcher oppose le monisme biblique. Selon l'anthropologie biblique, l'âme est un synonyme de l’être humain. Elle n’est pas une substance immatérielle, immortelle, préexistante à la naissance de l'être humain, et séparée du corps matériel, mais elle est la totalité de l’individu, une unité parfaite et indissoluble de toutes ses dimensions : physique, mentale et spirituelle. La dichotomie anthropologique de Platon du corps et de l’âme est un mythe. 
Zurcher fait remonter la doctrine de l’immortalité de psychē (âme) au culte grec de Dionysos où les initiés entraient en état de transe pour fusionner avec cette divinité. 

### L’avenir de l’Europe
Jean Zurcher s’est appliqué à étudier la prophétie biblique, notamment relative à l’Europe. Il remarque que la Bible contient plus de mille prophéties et 19 livres prophétiques dans l’Ancien Testament. La prophétie est donc une partie intégrante, et même fondamentale, du contenu biblique.

#### Philosophie biblique de la prophétie
De tous temps, les êtres humains ont cherché à connaître l’avenir. Les Égyptiens avaient leurs devins et leurs astrologues, les Assyriens et les Babyloniens leurs mages, leurs astrologues et leurs magiciens, les Grecs leurs pythies et leurs sibylles, les Romains leurs augures et leurs aruspices. Même au XXIe siècle, on consulte des voyants, des cartomanciens, des marabouts, des shamans ou l’horoscope.
La prophétie biblique, remarque Zurcher, est d’un autre ordre, car Dieu se déclare le seul à annoncer :
« dès le commencement ce qui doit arriver, et longtemps à l’avance ce qui n’est pas encore accompli. » (Esaïe 46:9-10)
« Qui a, comme moi, fait des prédictions, qu’il le déclare et me le prouve ! » (Esaïe 44:7)
Dieu met au défi les faux dieux et les faux prophètes de prédire quoi que ce soit (Esaïe 41:22-23).
Le caractère essentiel de la Bible est d’être prophétique, souligne Zurcher. D’une part, elle tend  entièrement vers un but qui se situe dans le futur : d’abord la venue du Messie, puis le retour en gloire de Jésus-Christ. Il est le personnage central, incontournable de l’histoire. D’autre part, la prophétie biblique se focalise sur l’histoire du salut. Certes, elle prédit l’avenir politique des nations, mais c’est toujours par rapport au peuple de Dieu, soit d’Israël ou de l’Église chrétienne.
Le destin de l’humanité est entre les mains de Dieu, de lui seul. L’humanité connaît une tragédie : le phénomène du mal. Personne d’autre que Dieu n’a la réponse, la solution et le remède à cette épouvantable situation. La prophétie biblique n’a pas d’autre but que de révéler ce que Dieu fait pour résoudre ce problème.

#### Philosophie biblique de l’histoire
Zurcher s’intéresse particulièrement aux prophéties bibliques panoramiques de l’histoire, telles qu’elles sont rapportées aux chapitres 2 et 7 du livre de Daniel.
La succession des empires universels sert de cadre historique, note-t-il, à l’histoire du peuple de Dieu. Il y a une lecture politique des évènements (la vision de Daniel 2) servant d’arrière-plan  historique à une lecture religieuse des mêmes évènements (la vision de Daniel 7).
Zurcher constate d’ailleurs que la prophétie biblique ne cherche nullement à brosser un tableau  exhaustif ou très détaillé de l’histoire humaine. Elle se contente simplement d’en tracer les grandes lignes. Ainsi, la prophétie de Daniel 2 démarre avec l’apparition historique du premier empire universel, l’empire néo-babylonien, au moment d’une nouvelle phase de l’histoire d’Israël : sa dispersion parmi les nations.

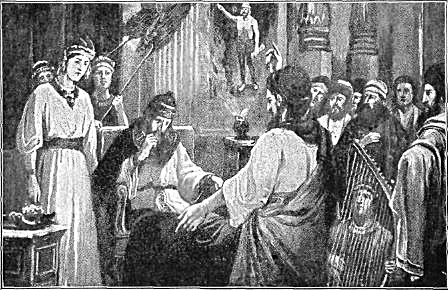
Illustration d'un ouvrage adventiste au début du XXe siècle
Daniel interprète le rêve de Nabuchodonosor

Vers 606 av. J.-C., l’empereur Nabuchodonosor a un rêve impressionnant qui l’a fort effrayé mais il est incapable de s’en souvenir à son réveil. Il fait venir ses sages, ses astrologues et ses magiciens pour lui fournir l’explication. Zurcher souligne l’impuissance de ses conseillers à raconter le rêve, et à plus forte raison de l’interpréter. Il place l’impuissance humaine à prédire l’avenir en saisissant contraste avec la souveraineté de Dieu, son contrôle sur l’histoire et sa capacité à prédire l’avenir. Le prophète Daniel ne le comprend pas autrement : 
« Ce que le roi demande est un secret que les sages, les astrologues, les magiciens et les devins ne sont pas capables de lui révéler. Cependant, il y a dans le ciel un Dieu qui dévoile les secrets et qui a fait connaître au roi Nebucadnetsar ce qui arrivera dans l’avenir. » (Daniel 2:27-28)
Daniel révèle à l’empereur ce qu’il a vu en rêve : une grande statue faite de plusieurs métaux. Une pierre venant du ciel frappe cette idole, la pulvérise et devient une grande montagne sur toute la terre. 
Dans l’ouvrage, L’avenir de l’Union européenne à la lumière de la prophétie biblique, Zurcher interprète la prophétie de Daniel 2 (la statue) et celle de Daniel 7 (les quatre animaux). Les deux visions brossent une esquisse assez similaire de l’histoire universelle. La prophétie de la succession des quatre empires universels est confirmée dans ses moindres détails par l’histoire.
| Daniel 2                 | Daniel 7                     | Application historique             |
| Statue                   | Quatre animaux               | Royaumes                           |
| ------------------------ | ---------------------------- | ---------------------------------- |
| Tête d’or                | Lion                         | Empire néo-babylonien              |
| Poitrine d’argent        | Ours                         | Empire médo-persan                 |
| Hanches de bronze        | Léopard                      | Empire grec                        |
| Jambes de fer            | Monstre (dragon)             | Empire romain                      |
| Pieds de fer et d’argile | Dix cornes du monstre        | Europe                             |
| Pierre                   | Fils de l’homme sur une nuée | Retour du Christ (royaume de Dieu) |

Selon la philosophie biblique de l’histoire, l’histoire de l’humanité avance vers son évènement culminant : l’avènement en gloire de Jésus-Christ qui établira son royaume éternel. Ainsi donc, la prophétie souligne certains principes fondamentaux :
1. L’établissement d’un empire unique sur toute la planète est illusoire et ne se réalisera jamais. La conquête par la violence et l’oppression ne produit jamais une paix durable. C’est pourquoi chaque empire universel (Babylone, la Perse, la Grèce et Rome) s’est écroulé. Zurcher remarque que la succession de ces empires est « une vérité historique incontestable » et « l’abc de l’histoire de l’Antiquité », prédite par le prophète Daniel dès le VIe siècle avant l’ère chrétienne.
2. Les multiples tentatives de réunification de l’Empire romain, soit par des conquêtes, soit par des alliances, se sont soldées par des échecs. Ce fut le cas de l’Empire romain de Charlemagne, du Saint-Empire romain germanique des Habsbourg, du rêve impérial de Louis XIV, de l’Empire français de Napoléon Ier, de la tentative impériale des Hohenzollern et du Troisième Reich d’Adolf Hitler. Zurcher en donne la raison. La prophétie biblique l’avait annoncé :
« Les doigts des pieds étaient en partie en fer et en partie en argile. De même, ce royaume sera en partie fort et en partie fragile. Tu as vu le fer mélangé à l’argile parce qu’ils feront des alliances toutes humaines. Cependant, ils ne seront pas vraiment unis l’un à l’autre, de même qu’on ne peut allier le fer à l’argile. » (Daniel 2:42-43)
3. Comme les pieds d’argile et de fer, l’Union européenne est divisée. La création d’une entité politique véritable des États-Unis d’Europe ne se réalisera pas, ni par des alliances (les traités de l’Union européenne), ni par un héritage religieux commun à toutes les nations du continent (la civilisation chrétienne).
4. Comme les pieds d’argile et de fer, les dix cornes de la quatrième bête de Daniel 7 (une bête avec des dents de fer que Zurcher identifie à un dragon) font penser à l’Europe, notamment aux  tribus barbares qui, sur les ruines de l’Empire romain défunt, furent à l’origine des nations modernes de l’Europe.
5. Le pouvoir temporel et le pouvoir spirituel ne doivent jamais s’associer. À chaque fois que l’Église ou l’État a empiété sur le pouvoir de l’autre, il s’en est ensuivi de la tyrannie, des persécutions et des guerres, observe Zurcher. La raison d’être et les intérêts de chacun ne sont pas identiques et sont même souvent contradictoires. On doit s’en tenir à la recommandation proverbiale de Jésus :
« Rendez à César ce qui est à César, et à Dieu ce qui est à Dieu. » (Matthieu 22:21)
6. Dans Apocalypse 13, l’apôtre Jean voit une bête qui monte de la mer. Celle-ci regroupe les caractéristiques des quatre bêtes qui montent de la mer, présentées dans Daniel 7. Elle domine sur le monde, car la mer est le symbole « des peuples, des foules, des nations, et des langues » (Apocalypse 17:15). Le monstre marin a reçu une blessure mortelle mais cette blessure est guérie. Le monde entier en est béat d’admiration. Zurcher souligne ici un retour du pouvoir religieux sur la scène politique, une réunification ultime du temporel et du spirituel pour dominer le monde. 
7. La pierre qui pulvérise la statue représente Jésus-Christ. Ceci est clairement établi dans la Bible (Matthieu 21:42, Actes 4:11, 1 Corinthiens 10:4). Son retour glorieux mettra fin à toutes les ambitions terrestres des pouvoirs politiques ou religieux. Il éliminera à jamais toutes les injustices, les oppressions et les malheurs. Daniel explique l’action de la pierre : 
« À l’époque de ces rois, le Dieu du ciel fera surgir un royaume qui ne sera jamais détruit et qui ne passera pas sous la domination d’un autre peuple ; il pulvérisera tous ces royaumes-là et y mettra fin, tandis que lui-même subsistera éternellement. » (Daniel 2:44)
La prophétie biblique est la bonne nouvelle de la venue en gloire de Jésus-Christ. Son règne sera éternel. Toutes les tentatives humaines (politiques, économiques, sociales ou religieuses) d’instaurer la paix, la justice et l’harmonie sont éphémères et pernicieuses. La solution au marasme du monde est divine. Les puissances humaines ne peuvent rien contre un problème qui les dépasse. Seul Dieu va au fond du problème, lui seul détient la solution, possède la puissance de le réaliser, connait l’avenir et peut prédire la conclusion de l’histoire, à savoir la fin du mal. 
8. Puisque la majeure partie des prophéties de Daniel 2 et 7 se sont accomplies, elles constituent une garantie certaine que les prophéties encore en attente se réaliseront dans un avenir proche, en particulier l'apogée de la révélation faite à Daniel : l’apparition glorieuse de Jésus-Christ pour mettre un terme à la folle histoire de l’humanité et inaugurer, selon sa promesse, un monde nouveau de justice et de paix. Zurcher conclut : 
« Selon la philosophie biblique de l’histoire, la prophétie constitue la meilleure preuve, à la fois de l’existence de Dieu, et de son intervention providentielle dans les affaires du monde. »

## Œuvre

### Ouvrages
- 1951 – Ny Apokalypsy
- 1953 – L’Homme, sa nature et sa destinée
- 1965 – La Perfection chrétienne
- 1974 - L'Anthropologie biblique
- 1976 – Ainsi parlait Jésus
- 1980 – Le Christ de l’Apocalypse
- 1995 – Le Christ manifesté en chair
- 2000 – L’Avenir de l’union européenne à la lumière de la prophétie biblique

### Brochures
- 1973 – Jésus révolutionnaire
- 1974 – Why Adventists have confidence in the writings of Ellen G. White
- 1975 – Des expériences qui donnent confiance : Journée de l’esprit de prophétie
- 1985 – Ellen White en Suisse (1885-1887)

### Ouvrages collectifs
- 1973 – « Everything I needed » in What Ellen White has Meant to me, ed. H. Douglass
- 1976 – « Der Mensch in biblishher Sicht » et « Vorbengende Medizin » in Prävention
- 1980 – « Les quatre empires universels » in Daniel : questions débattues
- 1983 – « Ein neues Menschenbild » in Nutze die Heilkräfte für Seele und Geist, ed. Dr. med. Schneider
- 1985 – « Missionary in Europe » in J.N. Andrews, the Man and the Mission
- 1988 – « Témoignage de Jésus et l’Esprit de prophétie » in Études sur l’Apocalypse
- 1990 – « Facing the 21st Century: What has Ellen White to tell the SDA Missionnary? » in Adventist Missions Facing the 21st Century
- 1991 – « L’ablution des pieds est-elle encore nécessaire ? » in Cène et ablution des pieds, éd. Comité de recherche biblique
- 1993 – « Permance of Existentialist Philosophy » in Cast the Net on the Right side: Seventh day Adventists face the “Ism”, eds. R. Lehmann, J. Mahon, B. Schantzs
- 1995 – « Une image de l’homme chrétien » in Cheminer avec Dieu, éd. R. Meyer